# 自從遇見你
《自從遇見你》（韓語：그대를 알고부터）是韓國MBC電視台於2002年4月28日開始播放的週末連續劇。

## 劇情大綱
贫穷的玉花是中国的朝鲜族，在哈尔滨读完大学以后，以开朗的性格，聪明的头脑艰难地开辟着自己的人生。
一次，她为来到中国采访韩国歌手的演艺部记者啟元当了翻译，结果出色的能力使她在韩国的某一贸易公司就了职，并开始了陌生的韩国生活。孤独的时候，玉花有时会找啟元排遣寂寞，可是好虚荣爱奢侈不懂事的啟元，心中对玉花无意，酒后却信口开河道：“我们结婚好不好”。玉花信以为真，针对啟元开始了“教他做人”紧接着就是“培育新郎”…

## 演員陣容

### 主要人物
| 演員   | 角色   | 介紹 |
| 崔真實 | 李玉花 | 在哈尔滨读完大学之后在一所中学过了一段教师生活，后来觉得应该出去挣钱，决定到上海。在一家贸易公司边当翻译边寻找出征韩国的机会，后来通过正常的途径成功的出征到韩国。 爷爷的故乡是江原道风平，从小又住在各地朝鲜族聚集的哈尔滨，所以她的口音可以说是完全的混合口音。 |
| 柳時元 | 趙啟元 | 南億和英淑的兒子，惠媛的哥哥。体育新闻、演艺部记者。由于他是免服役者，所以比同龄者较早的开始了社会生活。自认为是个不起的精英，实际上非常的幼稚和奢侈。是个十足的名牌痴。找女朋友也是同样的想法，所以搞得全是些一夜情。有一次看中了一个播音员，被她拒绝之后非常的沮丧。 每当心情不好的时候就找玉花，由于玉花是朝鲜族又比他大，所以对他来说没有一点负担。有时喝酒过多起邪念就会说“我们结婚吧”。本以为玉花不会当真只是开个玩笑，没想到却成了他的枷锁。玉花绝对不是个没有抱负的女孩，而且哪怕是一点点机会她都努力抓住。随着他与玉花的关系公布于众，慢慢的陷入到旋涡当中。 |
| 朴真熙 | 金美珍 | 南德的龍鳳胎女兒，秀正的雙胞胎妹妹。健忘症和轻信别人的特点与母亲很相似，但是自认为比母亲有现实感。她认为选择老人福利专业是与社会的高龄化趋势相符，所以对自己的专业无怨无悔。她最好的朋友凤淑告诉美珍自己喜欢秀正，要美珍帮她给秀正送巧克力。美珍告诉她，秀正还小而且不像男孩，后来实在扭不过就要她答应：即便谈不成仍然和美珍保持朋友关系，之后才答应给秀正送巧克力。 美珍积极的支持凤淑，然而美珍对自己的单相思——经营专业复读生，可没有那份勇气。 |
| 李瑞鎮 | 姜民石 | 美珍和惠媛倆表姐妹同一所学校的经营专业复读生。富家子弟，父母认为目前的家境可以满足儿子的欲望，爱做什么就做什么。然而奶奶却爱管闲事，要求他继承家业，并且一定要和门当户对的人家结婚。奶奶的这些要求使他非常的困惑。他是个虽然喜欢玩，但却不喜欢舞会之类的活动，所以和爱撒娇的惠媛之间的恋情也有限度，因为俩个人的爱好有所不同。 他不知道美珍喜欢自己，认为美珍能安慰奶奶已经是不幸中的万幸，但是渐渐的对美珍有了感情。 |
| 朴藝珍 | 趙惠媛 | 南億和英淑的女兒，啟元的妹妹，單戀民石。与美珍在同一所学校的器乐专业。从小学开始就拉手提琴，为了参加各种比赛练了许多世界名曲，但是这些对她的情绪和人生似乎没起什么作用。 不仅爱撒娇，而且虚荣心强。表姐妹美珍成为她的情敌后失去了理智。 |
| 金泰賢 | 金秀正 | 南德的龍鳳胎兒子，美珍的雙胞胎哥哥。 |
| 吳承賢 | 黃鳳淑 | 秀正和美珍一起長大的好朋友，蓮子的女兒。 |

### 其他人物
趙家
| 演員   | 角色   | 介紹                                                             |
| 金惠子 | 趙南德 | 金秀正和金美珍的媽媽，南億、南適和南奇的大姐，啟元和惠媛的姑姑。 |
| 韓仁守 | 趙南億 | 南德的大弟，啟元和惠媛的爸爸，秀正和美珍的大舅。                 |
| 李孝春 | 金英淑 | 南億的妻子，啟元和惠媛的媽媽，秀正和美珍的大舅母。               |
| 金昌完 | 趙南適 | 南德的二弟，啟元和惠媛的二叔，秀正和美真珍的二舅。               |
| 楊姬瓊 | 洪愛京 | 南適的妻子，啟元和惠媛的二嬸，秀正和美珍的二舅母。               |
| 金圭哲 | 趙南奇 | 南德的小弟，啟元和惠媛的小叔，秀正和美真珍的小舅。玉花的老闆。   |

姜家
| 演員   | 角色   | 介紹         |
| 金英玉 | 姜奶奶 | 姜民石的奶奶 |
| 金鎬英 |        | 姜民石的爸爸 |
| 金惠鈺 |        | 姜民石的媽媽 |

其他角色
| 演員   | 角色   | 介紹                                 |
| 金炯子 | 蓮子   | 南德的鄰居兼好友，黃鳳淑的媽媽。     |
| 金度連 | 洪金彩 | 銀彩的姐姐，南奇公司的設計師兼女友。 |
| 洪忠敏 | 洪銀彩 | 金彩的妹妹，啟元的學姐兼報社的同事。 |
| 宋在浩 | 朴啟俊 | 南德的再婚對象。                     |
| 尹英俊 | 李太虎 | 玉花的弟弟                           |
| 崔慈慧 | 李松花 | 玉花的妹妹                           |

## 外部連結
- 韓國MBC官方網站 （页面存档备份，存于）
- 自從遇見你 （页面存档备份，存于）WIKI
- 自從遇見你DAUM
- 自從遇見你NAVER
- 臺灣八大電視官方網站（繁體中文）

## 節目變遷
| MBC 週末連續劇                                  | MBC 週末連續劇                                    | MBC 週末連續劇 |
| ----------------------------------------------- | ------------------------------------------------- | -------------- |
|                                                 | 自從遇見你 （2002年4月28日 - 2002年10月20日）     |                |
| 狐狸與棉花糖 （2001年10月27日 - 2002年4月27日） | 孟家的全盛時代 （2002年10月26日 - 2003年2月23日） |                |